# جوریانو سیکولی
جوریانو سیکولی (به ایتالیایی: Goriano Sicoli) یک کومونه در ایتالیا است که در استان لاکویلا واقع شده‌است.

## خصوصیات
جوریانو سیکولی ۲۱٫۷۵ کیلومترمربع مساحت و ۵۷۱ نفر جمعیت دارد و ۷۲۰ متر بالاتر از سطح دریا واقع شده‌است.